# Pacte Mólotov-Ribbentrop
El Pacte Mólotov-Ribbentrop va ser un pacte de no agressió entre l'Alemanya nazi i la Unió Soviètica que va permetre a aquestes potències dividir l'Europa de l'Est entre elles. El pacte va ser signat a Moscou el 23 d'agost de 1939 pel ministre d'Afers Exteriors alemany Joachim von Ribbentrop i el ministre d'Afers Exteriors soviètic Viatxeslav Mólotov, sent conegut oficialment com el Tractat de no agressió entre Alemanya i la Unió de Repúbliques Socialistes Soviètiques. Extraoficialment, també s'ha conegut com el Pacte Hitler-Stalin, Pacte nazi-soviètic o l'Aliança nazi-soviètica.
El pacte es firmà mig any després de l'Acord de Múnic entre els governs de França, Gran Bretanya, Itàlia i Alemanya, que van reconèixer les aspiracions del Tercer Reich i van acceptar la reivindicació de Hitler de revisar les fronteres de Txecoslovàquia, que va significar l'ocupació dels Sudets per part d'Alemanya. Aquest pacte havia causat una gran commoció en el govern soviètics i desconfiança vers els països occidentals.
L'establiment del tractat va ser precedit pels esforços soviètics per formar una aliança tripartita amb Gran Bretanya i França. La Unió Soviètica va iniciar les negociacions amb Alemanya el 22 d'agost, un dia després que les converses fracassessin amb Gran Bretanya i França, i l'endemà es va signar el pacte Mólotov-Ribbentrop. Les seves clàusules proporcionaven una garantia escrita de pau de cada part envers l'altra i un compromís que declarava que cap dels dos governs s'aliaria ni ajudaria a un enemic de l'altre. A més de les estipulacions de no agressió anunciades públicament, el tractat incloïa un Protocol secret, que definia les fronteres de les esferes d'influència soviètica i alemanya a Polònia, Lituània, Letònia, Estònia i Finlàndia. El protocol secret també reconeixia l'interès de Lituània a la regió de Vílnius, i Alemanya va declarar el seu total desinterès per Bessaràbia. La rumorejada de l'existència del Protocol Secret només es va demostrar quan aquest es va fer públic durant els Judicis de Nuremberg.
Poc després del pacte, Alemanya va envair Polònia l'1 de setembre de 1939. El líder soviètic Ióssif Stalin va ordenar la invasió soviètica de Polònia el 17 de setembre, un dia després que entrés en vigor un alto el foc soviètic-japonès després de la batalla de Khalkhin Gol i un dia després que el Soviet Suprem de la Unió Soviètica hagués aprovat el Pacte Mólotov-Ribbentrop. Després de les invasions, la nova frontera entre els dos països va ser confirmada pel protocol suplementari del Tractat germano-soviètic d'amistat, cooperació i demarcació. El març de 1940, parts de les regions de Carèlia i Salla, a Finlàndia, van ser annexionades per la Unió Soviètica després de la Guerra d'Hivern. Va ser seguida per l'annexió soviètica d'Estònia, Letònia, Lituània i parts de Romania (Bessaràbia, Bucovina del Nord i la regió d'Hertsa). La preocupació pels ucraïnesos ètnics i els belarussos s'havia utilitzat com a pretext per a la invasió soviètica de Polònia. La invasió de Bucovina de Stalin el 1940 va violar el pacte ja que va anar més enllà de l'esfera d'influència soviètica que s'havia pactat amb l'Eix.
Els territoris de Polònia annexionats per la Unió Soviètica després de la invasió de 1939 a l'est de la línia Curzon van romandre a la Unió Soviètica després d'acabar la guerra i ara es troben a Ucraïna i Belarús. Vílnius va ser donat a Lituània. Només Podlàquia i una petita part de Galícia a l'est del riu San, al voltant de Przemyśl, van ser retornats a Polònia. De tots els altres territoris annexionats per la Unió Soviètica entre 1939 i 1940, els separats de Finlàndia (Carèlia Occidental, Petsamo), Estònia (Ingria i el comtat de Petseri) i Letònia (Abrene) segueixen sent part de Rússia, l'estat successor de la RSFS de Rússia i de la Unió Soviètica després del col·lapse de l'URSS el 1991. Els territoris annexionats de Romania també s'havien integrat a la Unió Soviètica (com l'RSS de Moldàvia o oblasts de l'RSS d'Ucraïna). El nucli de Bessaràbia forma ara Moldàvia. El nord de Bessaràbia, el nord de Bucovina i la regió d'Hertsa formen ara l'oblast de Txernivtsí d'Ucraïna. El sud de Bessarabia forma part de l'oblast d'Odessa, que també es troba a Ucraïna.
El pacte es va acabar el 22 de juny de 1941, quan Alemanya va llançar l'operació Barbarroja i va envair la Unió Soviètica, perseguint l'objectiu ideològic del Lebensraum. L'acord anglosoviètic el va substituir. Després de la guerra, Ribbentrop va ser condemnat per crims de guerra als judicis de Nuremberg i executat. Mólotov va morir el 1986.

## Rerefons

Mapa dels canvis territorials a Europa després de la Primera Guerra Mundial (a partir de 1923). Tingueu en compte que la creació de l'Estat Lliure d'Irlanda i Irlanda del Nord no es mostra.

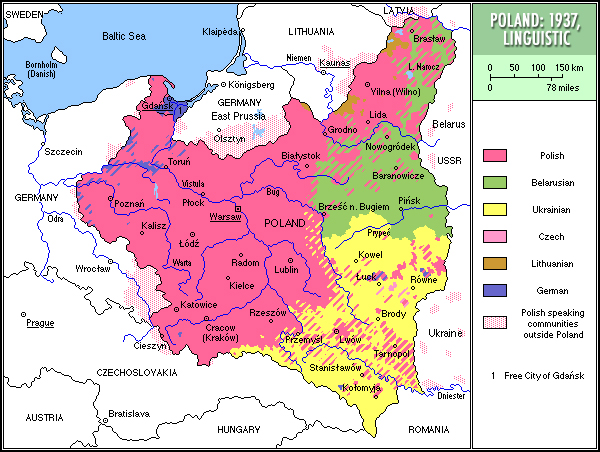
Mapa de la Segona República Polonesa, 1937

El resultat de la Primera Guerra Mundial va ser desastrós tant per a l'imperi alemany com per a l'Imperi Rus. La guerra civil russa va esclatar a finals de 1917 després de la revolució bolxevic i Vladimir Lenin, el primer líder de la nova Rússia soviètica, va reconèixer la independència de Finlàndia, Estònia, Letònia, Lituània i Polònia. A més, davant un avanç militar alemany, Lenin i Lev Trotski es van veure obligats a pactar el Tractat de Brest-Litovsk, que va cedir molts territoris de l'oest de Rússia a Alemanya. Després del col·lapse alemany, un exèrcit multinacional liderat pels aliats va intervenir en la guerra civil (1917-1922).
El 16 d'abril de 1922, la República alemanya de Weimar i la Unió Soviètica van acordar el Tractat de Rapallo pel qual renunciaven a les reclamacions territorials i financeres entre elles. Cada part també es va comprometre a la neutralitat en cas d'atac contra l'altra amb el Tractat de Berlín (1926). El comerç entre els dos països havia caigut bruscament després de la Primera Guerra Mundial, però els acords comercials signats a mitjans de la dècada de 1920 van ajudar a augmentar el comerç a 433 milions de ℛℳ anuals el 1927.
A principis de la dècada de 1930, l'ascens al poder del Partit Nazi va augmentar les tensions entre Alemanya i la Unió Soviètica, juntament amb altres països amb ètnia eslava, que eren considerats "Untermenschen" (subhumà) segons la ideologia racial nazi. A més, els nazis antisemites van associar els jueus ètnics amb el comunisme i el capitalisme financer, als quals es van oposar. La teoria nazi sostenia que els eslaus a la Unió Soviètica estaven sent governats per mestres "bolxevics jueus". Hitler havia parlat d'una batalla inevitable per l'adquisició de terres per a Alemanya a l'est. La manifestació resultant de l'antibolxevisme alemany i un augment dels deutes exteriors soviètics van provocar un descens espectacular del comerç germano-soviètic. Les importacions de béns soviètics a Alemanya van caure a 223 milions de ℛℳ el 1934 pel règim estalinista més aïllacionista que va afirmar el poder i per l'abandonament dels controls militars del Tractat de Versalles de la postguerra, ambdós fets que van disminuir la dependència d'Alemanya de les importacions soviètiques.
El 1936, Alemanya i la Itàlia feixista van donar suport als nacionalistes espanyols a la Guerra Civil Espanyola, però els soviètics van donar suport a la República Espanyola. Així, la Guerra Civil espanyola es va convertir en una guerra per poders entre Alemanya i la Unió Soviètica. El 1936, Alemanya i Japó van entrar en el Pacte Anti-Komintern, i un any després se'ls va unir Itàlia.
El 31 de març de 1939, Gran Bretanya va estendre una garantia a Polònia que "si alguna acció amenaçava clarament la independència de Polònia, i si els polonesos consideraven que era vital resistir aquesta acció per la força, Gran Bretanya els acudiria en ajuda". Hitler estava furiós, ja que això significava que els britànics estaven compromesos amb els interessos polítics a Europa i que les seves ocupacions de terres com la presa de control de Txecoslovàquia ja no es prendrien a la lleugera. La seva resposta a l'escac polític s'escoltaria més tard en un míting a Wilhelmshaven: "Cap poder a la terra seria capaç de trencar el poder alemany, i si els aliats occidentals pensessin que Alemanya romandria aturada mentre agrupaven els seus 'estats satèl·lit' per actuar en els seus interessos, aleshores s'equivocarien molt". En última instància, el descontentament de Hitler amb una aliança britànica-polonesa va portar a una reestructuració de l'estratègia cap a Moscou. Alfred Rosenberg va escriure que havia parlat amb Hermann Goering de la possible aliança amb els soviètics. Unió: "Quan la vida d'Alemanya està en joc, fins i tot una aliança temporal amb Moscou s'ha de contemplar". En algun moment a principis de maig de 1939 a Berghof, Ribbentrop va mostrar a Hitler una pel·lícula de Stalin veient els seus militars en una desfilada recent. Hitler es va intrigar amb la idea d'aliar-se amb els soviètics i Ribbentrop va recordar que Hitler va dir que Stalin «semblava un home amb qui podia fer tractes». Aleshores, a Ribbentrop se li va donar permís per continuar les negociacions amb Moscou.

### Conferència de Múnic
La ferotge retòrica antisoviètica de Hitler va ser una de les raons per les quals Gran Bretanya i França van decidir que la participació soviètica a la Conferència de Munic de 1938 sobre Txecoslovàquia seria tant perillosa com inútil. A l'Acord de Múnic que va seguir la conferència, es va acordar l'annexió alemanya d'una part de Txecoslovàquia a finals de 1938, però a principis de 1939 s'havia dissolt completament. La política d'apaivagament cap a Alemanya va ser conduïda pels governs del primer ministre britànic Neville Chamberlain i el primer ministre francès Édouard Daladier. La política immediatament va plantejar la qüestió de si la Unió Soviètica podria evitar ser la següent a la llista de Hitler La direcció soviètica creia que Occident volia fomentar l'agressió alemanya a l'Est i mantenir-se neutral en una guerra iniciada per Alemanya amb l'esperança que Alemanya i la Unió Soviètica es desgastessin mútuament i acabessin amb ambdós règims.

Tots els territoris pres de Txecoslovàquia pels seus veïns l'octubre de 1938 (Acord de Múnic) i març de 1939

Per a Alemanya, un enfocament econòmic autàrquic i una aliança amb Gran Bretanya eren impossibles i, per tant, es van fer necessàries unes relacions més estretes amb la Unió Soviètica per obtenir matèries primeres. A més de raons econòmiques, un esperat bloqueig britànic durant una guerra també crearia una escassetat massiva per a Alemanya en una sèrie de matèries primeres clau. Després de l'Acord de Múnic, l'augment resultant de les necessitats de subministrament militar alemany i les demandes soviètiques de maquinària militar van fer que les converses entre els dos països es produïssin des de finals de 1938 fins al març de 1939. A més, el tercer pla quinquennal soviètic requeria nous infusions de tecnologia i equips industrials. Els planificadors de guerra alemanys havien estimat greus dèficits de matèries primeres si Alemanya entrava en una guerra sense el subministrament soviètic.
El 31 de març de 1939, en resposta al desafiament d'Alemanya de l'Acord de Múnic i la creació del Protectorat de Bohèmia i Moràvia, Gran Bretanya es va comprometre al seu suport i al de França per garantir la independència de Polònia, Bèlgica, Romania, Grècia i Turquia. El 6 d'abril, Polònia i Gran Bretanya van acordar formalitzar la garantia com una aliança militar, a l'espera de les negociacions. El 28 d'abril, Hitler va denunciar la declaració de no agressió germano-polonesa de 1934 i l'Acord naval anglo-alemany de 1935.
A mitjans de març de 1939, intentant contenir l'expansionisme de Hitler, la Unió Soviètica, Gran Bretanya i França van començar a negociar una sèrie de suggeriments i contraplans sobre un possible acord polític i militar. Les consultes informals van començar a l'abril, però les negociacions principals van començar només al maig. Mentrestant, durant principis de 1939, Alemanya havia insinuat en secret als diplomàtics soviètics que podia oferir millors condicions per a un acord polític que la Gran Bretanya i França.
La Unió Soviètica, que temia les potències occidentals i la possibilitat d'"encerclaments capitalistes", tenia poques esperances d'evitar la guerra i no volia res més que una aliança militar fèrria amb França i Gran Bretanya per oferir suport garantit per a un atac de dues vessants sobre Alemanya. Per tant, l'adhesió de Stalin a la línia de seguretat col·lectiva era purament condicional. Gran Bretanya i França creien que encara es podia evitar la guerra i que, com que la Unió Soviètica estava tan afeblida per la Gran Purga que no podia ser un participant militar principal. Moltes fonts militars estaven en desacord amb l'últim punt, especialment després de les victòries soviètiques sobre l'exèrcit japonès de Kwantung a Manxúria. França estava més ansiosa per trobar un acord amb la Unió Soviètica que la Gran Bretanya. Com a potència continental, França estava més disposada a fer concessions i tenia més por dels perills d'un acord entre la Unió Soviètica i Alemanya. Les actituds contrastades expliquen en part per què els soviètics sovint han estat acusats de jugar un doble joc l'any 1939 de portar a terme negociacions obertes per a una aliança amb Gran Bretanya i França, però considerant en secret propostes d'Alemanya.
A finals de maig, els esborranys s'havien presentat formalment. A mitjans de juny van començar les principals negociacions tripartites. Les discussions es van centrar en les possibles garanties a l'Europa central i oriental en el cas de l'agressió alemanya. Els soviètics van proposar considerar que un gir polític cap a Alemanya per part dels estats bàltics constituiria una "agressió indirecta" cap a la Unió Soviètica. Gran Bretanya es va oposar a aquestes propostes perquè temien que el llenguatge proposat pels soviètics justifiqués una intervenció soviètica a Finlàndia i els estats bàltics o empenyés aquests països a cercar relacions més estretes amb Alemanya. La discussió d'una definició "d'agressió indirecta" es va convertir en un dels punts de conflicte entre les parts i, a mitjans de juliol, les negociacions polítiques tripartites es van estancar efectivament mentre les parts van acordar iniciar negociacions sobre un acord militar, que els soviètics van insistir que havia de s'aconsegueix al mateix temps que qualsevol acord polític. Un dia abans de començar les negociacions militars, el Politburó soviètic esperava de manera pessimista que les properes negociacions no anessin enlloc i va decidir formalment considerar seriosament les propostes alemanyes. Les negociacions militars van començar el 12 d'agost a Moscou, amb una delegació britànica encapçalada per l'almirall retirat Sir Reginald Drax, la delegació francesa encapçalada pel general Aimé Doumenc i la delegació soviètica encapçalada per Kliment Voroixílov, comissari de defensa, i Borís Xàpoixnikov, cap de l'estat major. Sense credencials escrites, Drax no estava autoritzat a garantir res a la Unió Soviètica i el govern britànic havia rebut instruccions per allargar les discussions el màxim temps possible i per evitar respondre a la pregunta de si Polònia acceptaria permetre l'entrada de les tropes soviètiques al país si els alemanys els envaïen. Com que les negociacions van fracassar, probablement es va perdre una gran oportunitat per evitar l'agressió alemanya.

## Les negociacions

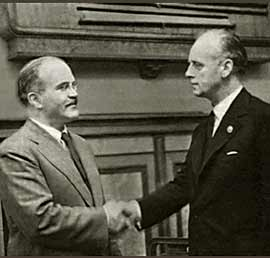
Mólotov (esquerra) i Ribbentrop a la signatura del pacte

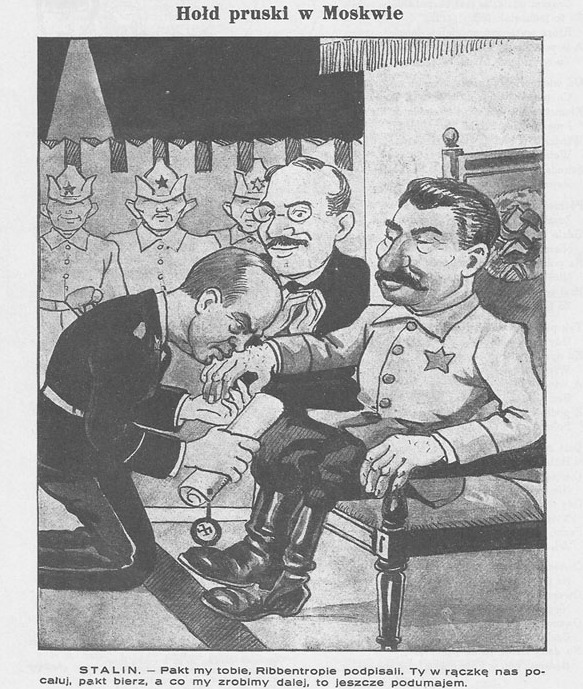
""L'homenatge prussià a Moscou" al diari satíric polonès Mucha del 8 de setembre de 1939

### Inici de les converses secretes
Entre abril i juliol, els funcionaris soviètics i alemanys van fer declaracions sobre el potencial per a l'inici de negociacions polítiques, però no hi va haver negociacions reals. "La Unió Soviètica havia desitjat bones relacions amb Alemanya des de feia anys i estava contenta de veure que aquell sentiment finalment corresponia", va escriure l'historiador Gerhard L. Weinberg. La discussió consegüent d'un possible acord polític entre Alemanya i la Unió Soviètica va haver de canalitzar-se en el marc de les negociacions econòmiques entre els dos països, ja que les estretes connexions militars i diplomàtiques que existien abans de mitjans dels anys trenta s'havien trencat en gran manera. Al maig, Stalin va substituir el seu ministre d'Afers Exteriors de 1930 a 1939, Maxim Litvinov, que havia defensat l'acostament a Occident i també era jueu, per Viatxeslav Mólotov per permetre a la Unió Soviètica més latitud en les discussions amb més partits, en comptes de només Gran Bretanya i França.
El 23 d'agost de 1939, dos Focke-Wulf Condors, que contenien diplomàtics, oficials i fotògrafs alemanys (uns 20 a cada avió), encapçalats per Ribbentrop, van aterrar a Moscou. Quan els emissaris nazis van baixar de l'avió, una banda militar soviètica va tocar el "Deutschland über Alles". L'arribada dels nazis va ser ben planificada, amb tota l'estètica en ordre. La falç i el martell clàssic es van recolzar al costat de l'esvàstica de la bandera nazi que s'havia utilitzat en un estudi de cinema local per a pel·lícules de propaganda soviètica. Després de baixar de l'avió i donar-se la mà, Ribbentrop i Gustav Hilger juntament amb l'ambaixador alemany Friedrich-Werner von der Schulenburg i el guardaespatlles en cap de Stalin, Nikolai Vlasik, va entrar en una limusina operada per l'NKVD per viatjar cap a la Plaça Roja. La limusina va arribar prop de l'oficina de Stalin i va ser rebuda per Alexander Poskrebixev, el cap de la cancelleria personal de Stalin. Els alemanys van ser conduïts per un tram d'escales fins a una habitació amb mobles luxosos. Stalin i Mólotov van saludar els visitants, per a sorpresa dels nazis. Era ben sabut que Stalin evitava trobar-se amb visitants estrangers, i per això la seva presència a la reunió va mostrar com de seriosament els soviètics s'estaven prenent les negociacions.
A finals de juliol i principis d'agost de 1939, els funcionaris soviètics i alemanys van acordar la majoria dels detalls d'un acord econòmic planificat i van abordar específicament un possible acord polític, que els soviètics van declarar. només podria arribar després d'un acord econòmic.
La presència alemanya a la capital soviètica durant les negociacions es pot considerar força tensa. El pilot alemany Hans Baur va recordar que la policia secreta soviètica seguia cada moviment. La seva feina era informar les autoritats quan sortia de la seva residència i cap a on anava. El guia de Baur li va informar: "Un altre cotxe s'acostarà i ens seguirà una cinquantena de metres al darrere, i allà on anem i fem el que fem, la policia secreta ens anirà als talons". Baur també va recordar haver intentat donar una propina al seu conductor rus, la qual cosa va provocar un dur intercanvi de paraules: "Estava furiós. Volia saber si aquest era l'agraïment que va rebre per haver fet tot el possible per fer-lo entrar a la presó. Sabíem perfectament que estava prohibit prendre propines."

### Les negociacions d'agost
A principis d'agost, Alemanya i la Unió Soviètica van elaborar els últims detalls del seu acord econòmic i van començar a discutir una aliança política. Els diplomàtics d'ambdós països es van explicar mútuament els motius de l'hostilitat de la seva política exterior als anys trenta i van trobar un punt en comú en l'anticapitalisme d'ambdós països : "hi ha un element comú en la ideologia d'Alemanya, Itàlia i la Unió Soviètica: l'oposició a les democràcies capitalistes" o que "ens sembla bastant antinatural que un estat socialista estigui al costat de les democràcies occidentals"
Paral·lelament, els negociadors britànics, francesos i soviètics van programar converses tripartites sobre qüestions militars a Moscou l'agost de 1939 que pretenien definir què especificaria l'acord sobre la reacció de les tres potències davant un atac alemany. Les converses militars tripartites, iniciades a mitjans d'agost, van arribar a un punt de conflicte sobre el pas de les tropes soviètiques per Polònia si els alemanys atacaven, i les parts van esperar mentre els oficials britànics i francesos a l'estranger pressionaven els oficials polonesos perquè acceptessin aquests termes. Els oficials polonesos es van negar a permetre l'entrada de tropes soviètiques al territori polonès si Alemanya atacava; el ministre d'Afers Exteriors polonès, Józef Beck, va assenyalar que el govern polonès temia que si l'Exèrcit Roig entrava en territori polonès, no en sortiria mai.
El 19 d'agost, finalment es va signar l'acord comercial germanosoviètic de 1939. El 21 d'agost, els soviètics van suspendre les converses militars tripartites i van citar altres motius. El mateix dia, Stalin va rebre assegurances que Alemanya aprovaria protocols secrets per al pacte de no agressió proposat que situaria la meitat de Polònia a l'est del riu Vístula així com Letònia, Estònia, Finlàndia i Bessaràbia a l'àrea d'influència soviètica. Aquella nit, Stalin va respondre que els soviètics estaven disposats a signar el pacte i que rebria a Ribbentrop el 23 d'agost.

### Filtracions de notícies

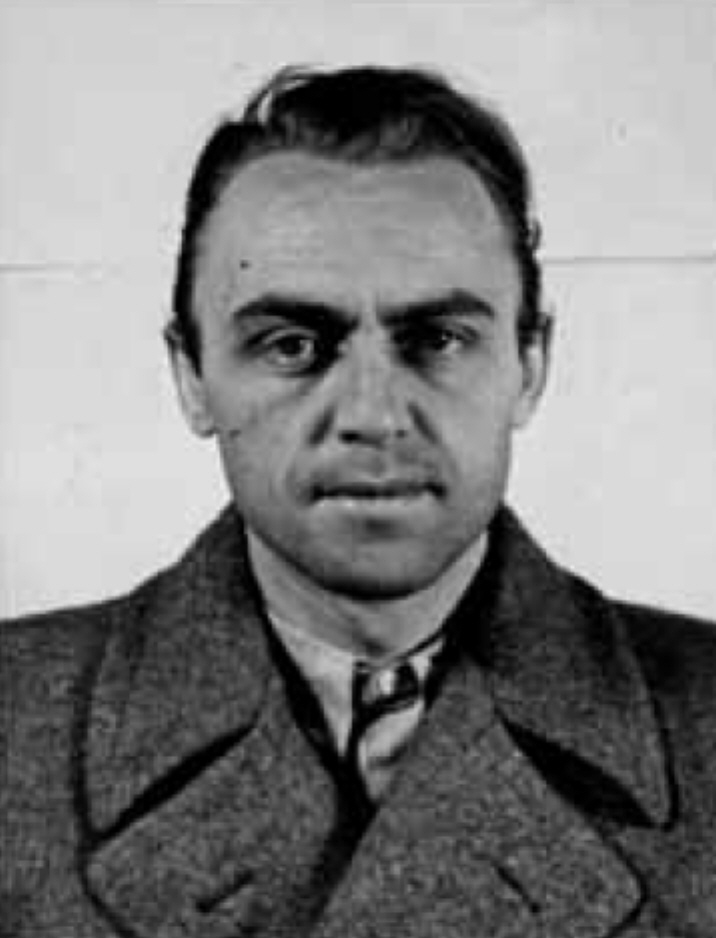
El New York Times va informar del moviment de tropes nazis el 25 d'agost de 1939, poc abans de l'incident de Gleiwitz el 31 d'agost de 1939, liderat per Alfred Naujocks (a la foto).

El 25 d'agost de 1939, el New York Times va publicar una notícia a la portada d'Otto D. Tolischus, "Les converses nazis secretes", el subtítol del qual incloïa "Els Soviets i el Reich acorden l'Est". El 26 d'agost de 1939, el New York Times va informar sobre la ira japonesa i la sorpresa dels comunistes francesos pel pacte. No obstant això, el mateix dia, Tolischus va presentar una notícia que assenyalava les tropes nazis en moviment prop de Gleiwitz, la qual cosa va provocar l'incident de Gleiwitz amb bandera falsa el 31 d'agost de 1939. El 28 d'agost de 1939, el New York Times va seguir informant sobre les pors d'una incursió de Gleiwitz. El 29 d'agost de 1939, el New York Times va informar que el Soviet Suprem havia fracassat el primer dia de convocatòria per actuar sobre el pacte. El mateix dia, el New York Times també va informar des de Montreal, que el professor nord-americà Samuel N. Harper de la Universitat de Chicago havia declarat públicament la seva creença que "el pacte de no agressió rus-alemany amaga un acord pel qual Rússia i Alemanya pot haver planificat esferes d'influència per a l'Europa de l'Est". El 30 d'agost de 1939, el New York Times va informar d'una acumulació soviètica a les seves fronteres occidentals en traslladar 200.000 soldats de l'Extrem Orient.

## El protocol secret
El 22 d'agost, un dia després de la interrupció de les converses amb França i Gran Bretanya, Moscou va revelar que Ribbentrop visitaria Stalin l'endemà. Els soviètics encara estaven negociant amb les missions britàniques i franceses a Moscou. Com que les nacions occidentals no volien accedir a les demandes soviètiques, Stalin va entrar en un pacte secret germano-soviètic. El 23 d'agost, es va signar un pacte de no agressió de deu anys amb disposicions que incloïen la consulta, l'arbitratge si alguna de les parts no hi estava d'acord, la neutralitat si alguna de les parts anava a la guerra contra una tercera potència i la no pertinença a un grup "que és directament o dirigit indirectament a l'altre". L'article "Sobre les relacions soviètico-alemanyes" al diari soviètic Izvestia del 21 d'agost de 1939 deia:
| « | Després de la finalització de l'acord comercial i de crèdit soviètic-alemany, s'ha plantejat la qüestió de millorar els vincles polítics entre Alemanya i l'URSS. | » |

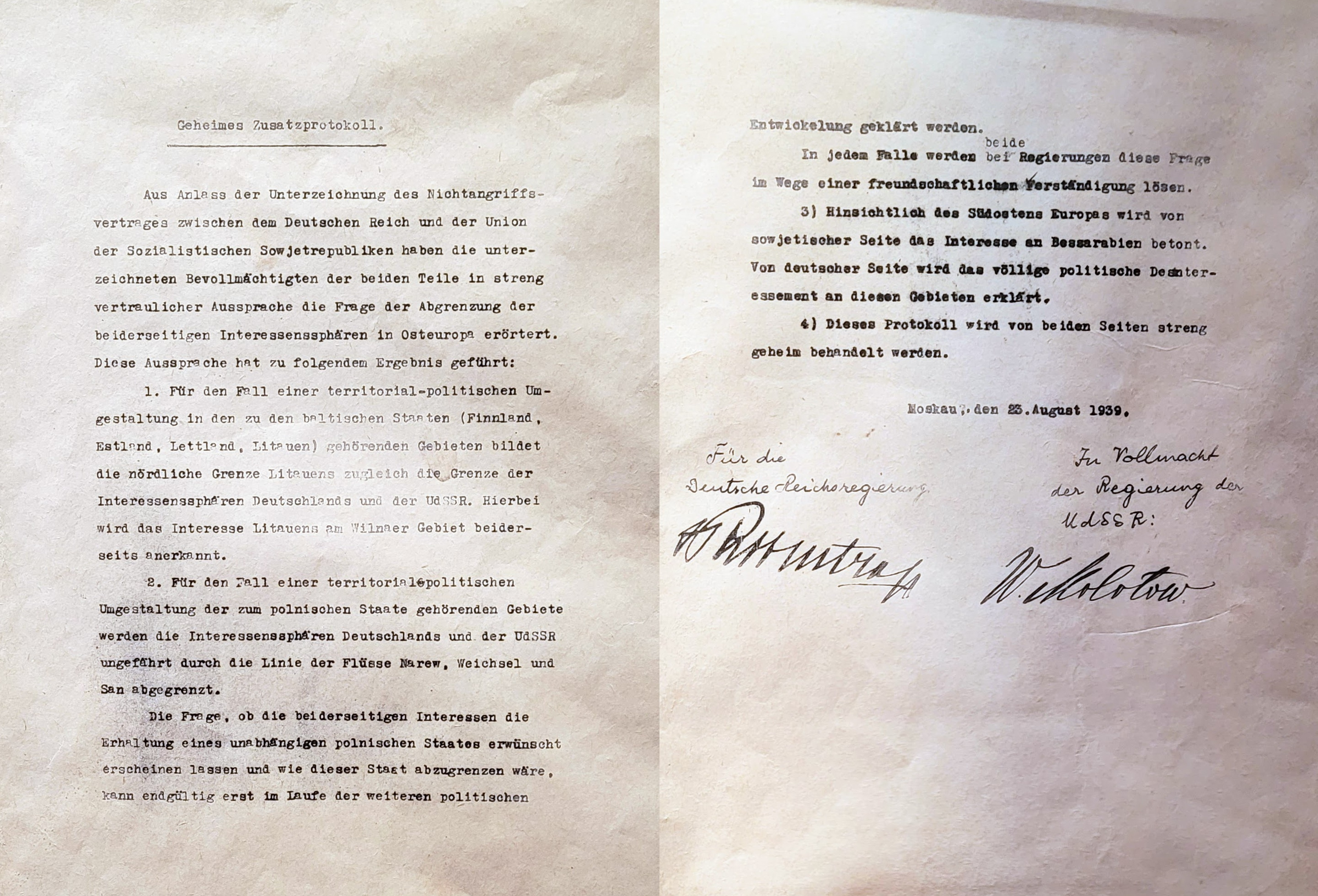
El Pacte Mólotov-Ribbentrop (còpia alemanya)

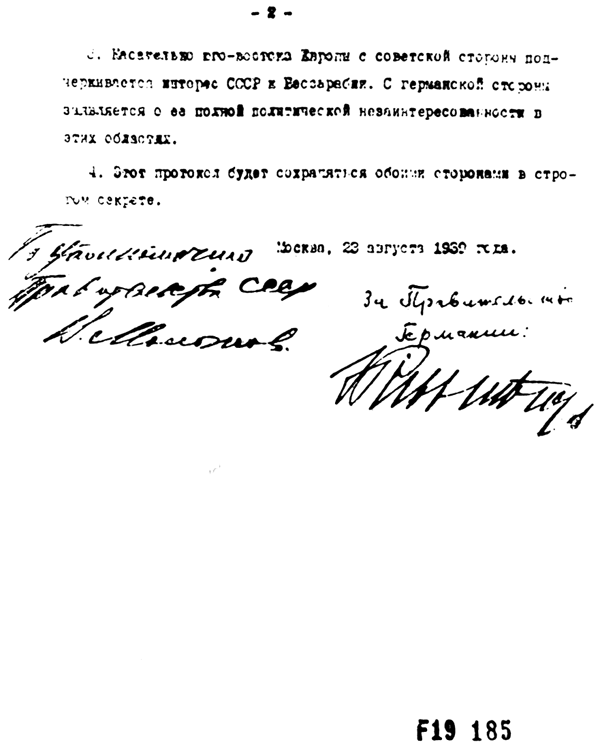
Última pàgina del Protocol Secret Addicional del Pacte (còpia russa)

També hi havia un protocol secret del pacte, que es va revelar només després de la derrota d'Alemanya el 1945 encara que s'havien filtrat molt abans indicis sobre les seves disposicions, per tal d'influir a Lituània. Segons el protocol, Romania, Polònia, Lituània, Letònia, Estònia i Finlàndia es van dividir en "esferes d'influència" alemanyes i soviètiques. Al nord, Finlàndia, Estònia i Letònia van ser assignades a l'esfera soviètica. Polònia s'havia de dividir en cas de la seva "reordenació política": les zones a l'est dels rius Pisa, Narev, Vístula i San anirien a la Unió Soviètica, i Alemanya ocuparia l'oest. Lituània, que era adjacent a Prússia Oriental, va ser assignada a l'esfera d'influència alemanya, però un segon protocol secret, acordat el setembre de 1939, va reassignar Lituània a la Unió Soviètica. Segons el protocol, a Lituània se li concediria la seva capital històrica, Vílnius, que havia estat controlada per Polònia durant el període d'entreguerres. Una altra clàusula estipulava que Alemanya no interferiria en les accions de la Unió Soviètica cap a Bessaràbia, que llavors formava part de Romania. Com a resultat, Bessaràbia, així com les regions de Bucovina del Nord i Hertsa, van ser ocupades pels soviètics i integrades a la Unió Soviètica.
A la signatura, Ribbentrop i Stalin van gaudir de converses càlides, van intercanviar brindis i van abordar encara més les hostilitats anteriors entre els països dels anys trenta. Van caracteritzar la Gran Bretanya com sempre intentant interrompre les relacions soviètico-alemanyes i van afirmar que el Pacte Anti-Komintern no anava dirigit a la Unió Soviètica, sinó a les democràcies occidentals i "va espantar principalment la City de Londres [els financers britànics] i els botiguers anglesos".

## Revelació
L'acord va sorprendre el món. John Gunther, a Moscou l'agost de 1939, va recordar com la notícia de l'acord comercial del 19 d'agost va sorprendre periodistes i diplomàtics, que esperaven la pau mundial. No s'esperaven l'anunci del pacte de no agressió el 21 d'agost: "No es podia imaginar res més increïble. La sorpresa i l'escepticisme es van convertir ràpidament en consternació i alarma". Els líders governamentals i els mitjans de comunicació d'arreu del món van rebre la notícia amb un total commoció i sorpresa, la majoria dels quals només coneixien les negociacions entre britànics, francesos i sovietics, que havien tingut lloc durant mesos; pels aliats d'Alemanya, en particular el Japó; pel Komintern i els partits comunistes estrangers; i comunitats jueves de tot el món.
El 24 d'agost, Pravda i Izvestia van donar notícies de les parts públiques del pacte, amb la famosa imatge de primera pàgina de Mólotov signant el tractat amb un Stalin somrient mirant. El mateix dia, el diplomàtic alemany Hans von Herwarth, l'àvia del qual era jueva, va informar al diplomàtic italià Guido Relli i a l'encarregat d'afers nord-americà Charles Bohlen del protocol secret sobre els interessos vitals en les "esferes d'influència" assignades als països, però no va revelar els drets d'annexió per "reordenació territorial i política". Els termes públics de l'acord van excedir tant els termes d'un tractat de no agressió ordinari, que exigia que ambdues parts es consultin entre elles i no ajudessin un tercer a atacar, que Gunther va escoltar una broma que Stalin s'havia unit al pacte anti-Komintern. Time Magazine es va referir repetidament al Pacte com el "Pacte comunazi" i els seus participants com a "comunazis" fins a l'abril de 1941.
La propaganda i els representants soviètics van fer tot el possible per minimitzar la importància del fet que s'havien oposat i lluitat contra els alemanys de diverses maneres durant una dècada abans de signar el pacte. Mólotov va intentar tranquil·litzar els alemanys sobre les seves bones intencions comentant als periodistes que "el feixisme és qüestió de gustos". Per la seva banda, Alemanya també va fer un gir públic pel que fa a la seva virulenta oposició a la Unió Soviètica, però Hitler encara considerava un atac a la Unió Soviètica com "inevitable"
Les preocupacions sobre la possible existència d'un protocol secret van ser expressades primer per les organitzacions d'intel·ligència dels estats bàltics només dies després de la signatura del pacte. L'especulació es va fer més forta quan els negociadors soviètics es van referir al seu contingut durant les negociacions per a bases militars en aquests països (vegeu Ocupació dels Estats Bàltics).
L'endemà de la signatura del pacte, la delegació militar franco-britànica va sol·licitar urgentment una reunió amb el negociador militar soviètic Kliment Voroixílov. El 25 d'agost, Voroixilov els va dir que "en vista de la situació política canviada, no es pot servir cap propòsit útil per continuar les converses." El mateix dia, Hitler va dir a l'ambaixador britànic a Berlín que el pacte amb els soviètics va impedir que Alemanya s'enfrontés a una guerra de dos fronts, que va canviar la situació estratègica respecte a la de la Primera Guerra Mundial, i que Gran Bretanya havia d'acceptar les seves demandes sobre Polònia.
El 25 d'agost, Hitler es va sorprendre quan Gran Bretanya es va unir a un pacte de defensa amb Polònia. Hitler va posposar els seus plans per a una invasió de Polònia el 26 d'agost a l'1 de setembre. D'acord amb el pacte de defensa, Gran Bretanya i França van declarar la guerra a Alemanya el 3 de setembre.

Canvis territorials planejats i realitzats a l'Europa Central: 1939–1940

## Conseqüències a Finlàndia, Polònia, els Estats Bàltics i Romania

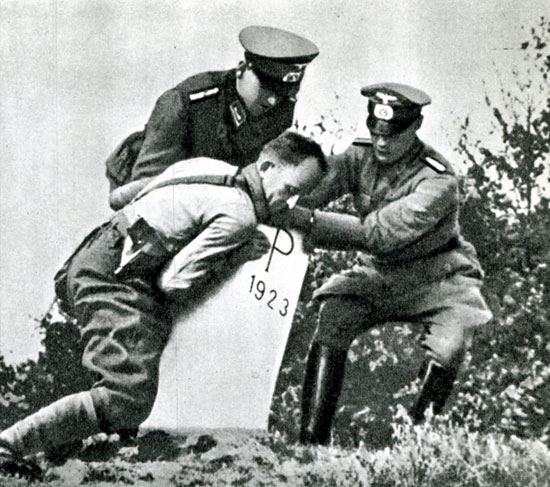
Soldats alemanys destruint els marcadors fronterers a la frontera alemanya-polonesa, 1939

### Invasions inicials
L'1 de setembre, Alemanya va envair Polònia des de l'oest. En pocs dies, Alemanya va començar a dur a terme massacres de civils polonesos i jueus i presoners de guerra, que van tenir lloc en més de 30 ciutats i pobles el primer mes de l'ocupació alemanya. La Luftwaffe també va participar metrallant a les carreteres els refugiats civils que fugien i realitzant una campanya de bombardeig. La Unió Soviètica va ajudar les forces aèries alemanyes permetent-los utilitzar senyals emesos per l'estació de ràdio soviètica a Minsk, suposadament "per a experiments aeronàutics urgents"
Hitler va declarar a Danzig:
| « | Polònia no s'aixecarà mai més sota la forma del tractat de Versalles. Això està garantit no només per Alemanya, sinó també ... per Rússia. | » |

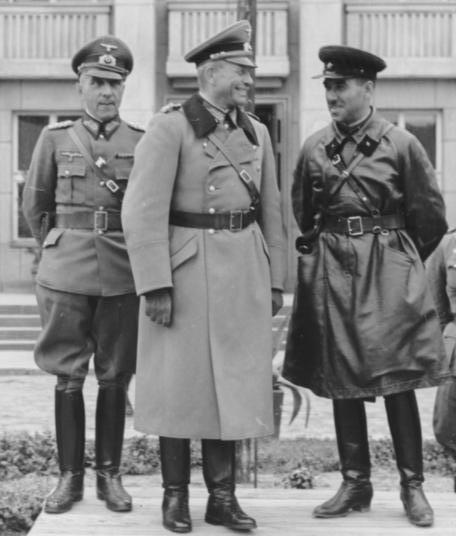
Desfilada comuna de la Wehrmacht i l'Exèrcit Roig a Brest al final de la invasió de Polònia. Al centre hi ha el major general Heinz Guderian i el brigadier Semió Krivoixein.

Segons l'opinió de Robert Service, Stalin no es va moure a l'instant, sinó que estava esperant per veure si els alemanys s'aturarien a l'àrea pactada, i la Unió Soviètica també necessitava assegurar la frontera a les guerres frontereres sovièticojaponeses. El 17 de setembre, l'Exèrcit Roig va envair Polònia, violant el Pacte de no agressió sovièticopolonès de 1932, i va ocupar el territori polonès que li assignava el Pacte Mólotov-Ribbentrop. Això va ser seguit per la coordinació amb les forces alemanyes a Polònia. Les tropes poloneses que ja lluitaven contra forces alemanyes molt més fortes al seu oest van intentar desesperadament retardar la captura de Varsòvia. En conseqüència, les forces poloneses no van poder muntar una resistència significativa contra els soviètics. El 18 de setembre, The New York Times va publicar un editorial que argumentava que "l'hitlerisme és comunisme marró, l'estalinisme és feixisme roig... Ara el món entendrà que l'únic problema 'ideològic' real és el entre la democràcia, la llibertat i la pau d'una banda i el despotisme, el terror i la guerra de l'altra".
El 21 de setembre, el mariscal de la Unió Soviètica Voroixílov, l'agregat militar alemany, el general Köstring, i altres oficials van signar un acord formal a Moscou per coordinar els moviments militars a Polònia, inclosa la "purga" dels sabotejadors i l'Exèrcit Roig ajudant a la destrucció del "enemic". Es van celebrar desfilades conjuntes germano-soviètiques a Lvov i Brest-Litovsk, i els comandants militars dels països es van reunir a aquesta darrera ciutat. Stalin havia decidit a l'agost que anava a liquidar l'estat polonès, i una reunió germano-soviètica al setembre va abordar la futura estructura de la "regió polonesa". Les autoritats soviètiques iniciaren immediatament una campanya de sovietització de les àrees recentment adquirides. Els soviètics van organitzar eleccions amanyades, el resultat de les quals va ser una legitimació de l'annexió soviètica de l'est de Polònia.

### Modificació de protocols secrets

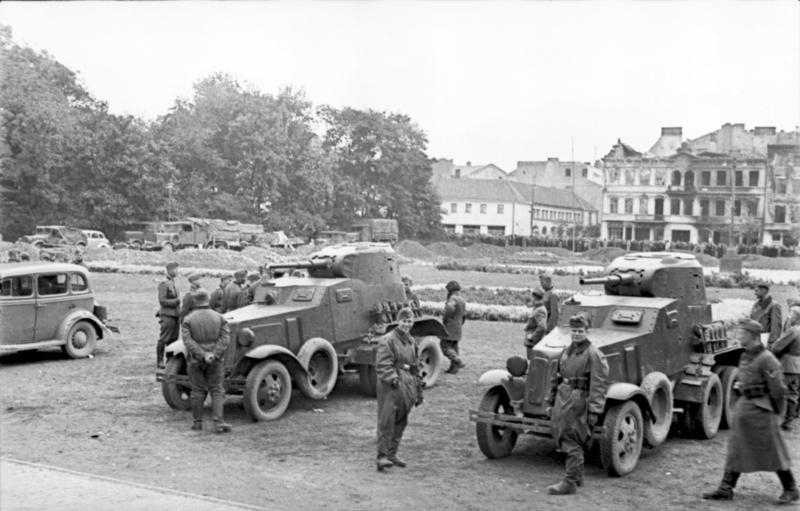
Soldats soviètics i alemanys a Lublin

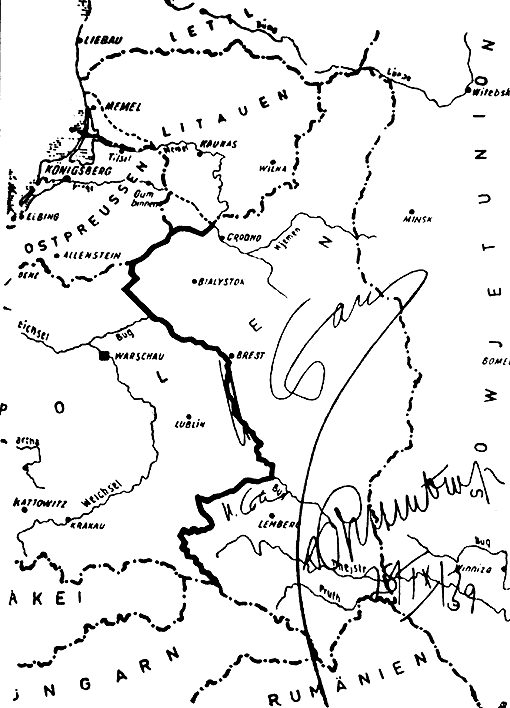
"Segon Pacte Ribbentrop-Mólotov" del 28 de setembre de 1939. Mapa de Polònia signat per Stalin i Ribbentrop (centrat en el Kresy) ajustant la frontera germano-soviètica després de la invasió alemanya i soviètica de Polònia.

Onze dies després de la invasió soviètica del Kresy polonès, el protocol secret del Pacte Mólotov-Ribbentrop va ser modificat pel Tractat d'Amistat, Cooperació i Demarcació germano-soviètic, atorgant a Alemanya una part més gran de Polònia i transferint Lituània, amb l'excepció de la riba esquerra del riu Scheschupe, la "Fixa de Lituània", des de l'esfera alemanya prevista fins a l'esfera soviètica. El 28 de setembre de 1939, la Unió Soviètica i el Reich alemany van emetre una declaració conjunta en la qual declaraven:
| « | Després que el govern del Reich alemany i el govern de l'URSS hagin resolt definitivament, mitjançant el tractat signat avui, els problemes derivats de l'enfonsament de l'estat polonès i, d'aquesta manera, han creat una base segura per a una pau duradora a la regió, expressen mútuament la seva convicció que servirà al veritable interès de tots els pobles posar fi a l'estat de guerra existent actualment entre Alemanya d'una banda i Anglaterra i França de l'altra. Ambdós Governs, per tant, orientaran els seus esforços comuns, conjuntament amb altres poders amics si es dona l'ocasió, cap a la consecució d'aquest objectiu tan aviat com sigui possible. No obstant això, si els esforços dels dos governs romanen infructuosos, això demostraria el fet que Anglaterra i França són responsables de la continuació de la guerra, i després, en cas que la guerra continui, els govers d'Alemanya i la URSS mantindran consultes mútues amb l'objectiu d'arribar a les mesures necessàries. | » |

El 3 d'octubre, Friedrich Werner von der Schulenburg, l'ambaixador alemany a Moscou, va informar a Joachim von Ribbentrop que el govern soviètic estava disposat a cedir la ciutat de Vílnius i els seus voltants. El 8 d'octubre de 1939 es va arribar a un nou acord nazi-soviètic mitjançant un intercanvi de cartes entre Viatxeslav Mólotov i l'ambaixador alemany.
Els estats bàltics d'Estònia, Letònia i Lituània no van tenir més remei que signar l'anomenat "Pacte de Defensa i Assistència Mútua", que permetia a la Unió Soviètica instal·lar-hi tropes.

### Guerra soviètica amb Finlàndia i massacre de Katyn

Lituània entre 1939 i 1941. Alemanya havia sol·licitat el territori a l'oest del riu Šešupė, la zona de color rosa, al Tractat de frontera i amistat germano-soviètic, però va renunciar a les seves demandes d'una indemnització de 7,5 milions de dòlars.

Després que els estats bàltics s'haguessin vist obligats a acceptar tractats, Stalin va girar la mirada cap a Finlàndia i confiava que la seva capitulació es podria aconseguir sense grans esforços. Els soviètics van exigir territoris a l'istme de Carèlia, les illes del golf de Finlàndia i una base militar prop de la capital finlandesa, Hèlsinki, que Finlàndia va rebutjar. Els soviètics van organitzar el bombardeig de Mainila el 26 de novembre i el van utilitzar com a pretext per retirar-se del Pacte de no agressió soviètic-finlandès. El 30 de novembre, l'Exèrcit Roig va envair Finlàndia, llançant la Guerra d'Hivern amb l'objectiu d'annexionar Finlàndia a la Unió Soviètica. Els soviètics van formar la República Democràtica de Finlàndia per governar Finlàndia després de la conquesta soviètica. El líder del districte militar de Leningrad, Andrei Jdànov, va encarregar una peça de celebració a Dmitri Xostakóvitx, Suite sobre temes finlandesos, que hauria de ser interpretada per les bandes de música de l'Exèrcit Roig mentre les tropes desfilessien per Hèlsinki. Després que les defenses finlandeses es mantinguessin sorprenentment durant més de tres mesos i infligissin dures pèrdues a les forces soviètiques, sota el comandament de Semió Timoixenko, els soviètics es van conformar amb una pau provisional. Finlàndia va cedir parts de Carèlia i Salla (9% del territori finlandès), que va provocar que aproximadament 422.000 carelians (el 12% de la població de Finlàndia) perdessin les seves llars. El recompte oficial soviètic de víctimes a la guerra va superar les 200.000 encara que el primer ministre soviètic Nikita Khruixov va afirmar més tard que les baixes podrien haver estat d'un milió.
En aquella època, després de diverses conferències entre la Gestapo i la NKVD, els oficials soviètics de l'NKVD també van dur a terme llargs interrogatoris de 300.000 presoners de guerra polonesos en camps que eren un procés de selecció per determinar qui seria assassinat. El 5 de març de 1940, en el que més tard es coneixeria com la massacre de Katyn, 22.000 membres de l'exèrcit i intel·lectuals van ser executats, titllats de "nacionalistes i contrarevolucionaris" o mantinguts en campaments i presons a l'oest d'Ucraïna i Belarús.

### La Unió Soviètica ocupa els estats bàltics i part de Romania

Expansió soviètica el 1939-1940

A mitjans de juny de 1940, mentre l'atenció internacional es centrava en la invasió alemanya de França, les tropes soviètiques de l'NKVD van assaltar els llocs fronterers a Lituània, Estònia i Letònia. Les administracions estatals van ser liquidades i substituïts per quadres soviètics, que van deportar o van matar 34.250 letons, 75.000 lituans i gairebé 60.000 estonians. Van tenir lloc eleccions, amb un sol candidat prosoviètic llistat per a molts càrrecs, i les assemblees populars resultants van sol·licitar immediatament l'admissió a la Unió Soviètica, que va ser concedida. (Els soviètics es van annexionar tota Lituània, inclosa la zona de Šešupė, que havia estat destinada a Alemanya.)
Finalment, el 26 de juny, quatre dies després de l'armistici entre França i l'Alemanya nazi, la Unió Soviètica va emetre un ultimàtum que exigia Bessaràbia i, inesperadament, la Bucovina del Nord de Romania. Dos dies després, els romanesos van accedir a les demandes soviètiques, i els soviètics van ocupar els territoris. La regió d'Hertsa inicialment no va ser sol·licitada pels soviètics, però més tard va ser ocupada per la força després que els romanesos havien acceptat les demandes soviètiques inicials. Les posteriors onades de deportacions van començar a Bessaràbia i la Bucovina del Nord.

### Inicis de l'operació Tannenberg i altres atrocitats nazis
A finals d'octubre de 1939, Alemanya va promulgar la pena de mort per desobediència a l'ocupació alemanya. Alemanya va iniciar una campanya de "germanització", que significava assimilar els territoris ocupats políticament, culturalment, socialment i econòmicament al Reich alemany. Entre 50.000–i 200.000 nens polonesos van ser segrestats per a ser germanitzats.

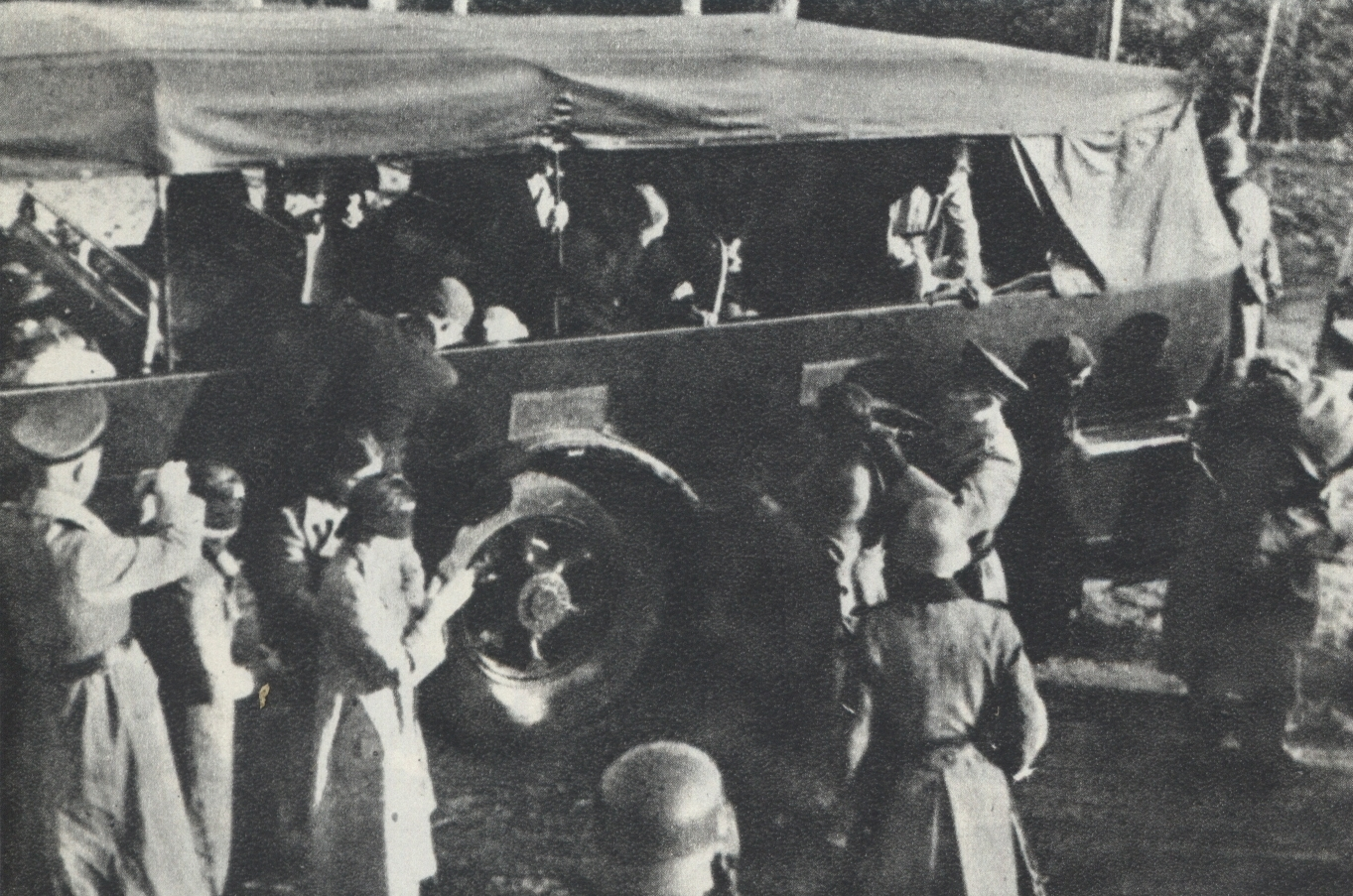
Ostatges polonesos amb els ulls embenats durant els preparatius per a la seva execució massiva a Palmiry, 1940

L'eliminació de les elits i la intel·lectualitat polonesa formava part del Generalplan Ost. La Intelligenzaktion, un pla per eliminar la intel·lectualitat polonesa, la "classe de lideratge" de Polònia, va tenir lloc poc després de la invasió alemanya de Polònia i va durar des de la tardor de 1939 fins a la primavera de 1940. Com a resultat de l'operació, en deu accions regionals, uns 60.000 nobles polonesos, professors, treballadors socials, sacerdots, jutges i activistes polítics van ser assassinats. Va continuar al maig de 1940, quan Alemanya va llançar AB-Aktion, més de 16.000 membres de la intel·lectualitat van ser assassinats només en l'operació Tannenberg.
Alemanya també planejava incorporar tota la terra a l'Alemanya nazi. Aquest esforç va resultar en el reassentament forçat de dos milions de polonesos. Les famílies es van veure obligades a viatjar durant el sever hivern de 1939-1940, deixant enrere gairebé totes les seves possessions sense rebre cap compensació. Només com a part de l'operació Tannenberg, 750.000 camperols polonesos es van veure obligats a marxar, i les seves propietats van ser lliurades als alemanys. Altres 330.000 van ser assassinats. Alemanya va planejar el trasllat eventual dels polonesos ètnics a Sibèria.
Encara que Alemanya va utilitzar treballadors forçats a la majoria dels altres països ocupats, els polonesos i altres eslaus eren considerats inferiors per la propaganda nazi i, per tant, més adequats per a aquests deures. Entre 1 i 2,5 milions de ciutadans polonesos van ser transportats al Reich per fer treballs forçats. Tots els homes polonesos van ser obligats a realitzar treballs forçats. Si bé els polonesos d'ètnia eren objecte de persecució selectiva, tots els jueus ètnics van ser l'objectiu del Reich. A l'hivern de 1939–40, uns 100.000 jueus foren així deportats a Polònia. Inicialment es van reunir en guetos urbans massius, com els 380.000 reunits al gueto de Varsòvia, on un gran nombre van morir de fam i malalties en les seves dures condicions, incloent 43.000 només al gueto de Varsòvia. Els polonesos i els jueus ètnics van ser empresonats a gairebé tots els camps de l'extens sistema de camps de concentracióa la Polònia i el Reich ocupats pels alemanys. A Auschwitz, que va començar a funcionar el 14 de juny de 1940, van morir 1,1 milions de persones.

### Romania i repúbliques soviètiques

Pèrdues territorials de Romania a l'estiu de 1940

vegeu també: Segon arbitratge de Viena i Deportacions de pobles a la Unió Soviètica
L'estiu de 1940, la por a la Unió Soviètica, juntament amb el suport alemany a les demandes territorials dels veïns de Romania i els errors de càlcul del propi govern romanès, van provocar més pèrdues territorials per a Romania. Entre el 28 de juny i el 4 de juliol, la Unió Soviètica va ocupar i annexionar Bessaràbia, la Bucovina del Nord i la regió d'Hertsa de Romania.
El 30 d'agost, Ribbentrop i el ministre d'Afers Exteriors italià, Galeazzo Ciano, van emetre el Segon arbitratge de Viena, atorgant la Transsilvània del Nord a Hongria. El 7 de setembre, Romania va cedir la Dobrudja Meridional a Bulgària (el Tractat de Craiova, patrocinat per l'Eix). Després de diversos esdeveniments durant els mesos següents, Romania va adoptar cada cop més l'aspecte de país ocupat pels alemanys.
Els territoris ocupats pels soviètics es van convertir en repúbliques de la Unió Soviètica. Durant els dos anys posteriors a l'annexió, els soviètics van arrestar aproximadament 100.000 ciutadans polonesos i van deportar entre 350.000 i 1.500.000, dels quals van morir entre 250.000 i 1.000.000, la majoria civils. Es van produir reassentaments forçats a camps de treball del gulag i assentaments d'exili a zones remotes de la Unió Soviètica. Segons Norman Davies, gairebé la meitat d'ells estaven morts el juliol de 1940.

### Més modificacions secretes del protocol que resolen les fronteres i els problemes d'immigració
El 10 de gener de 1941, Alemanya i la Unió Soviètica van signar un acord per resoldre diversos problemes en curs. Els protocols secrets del nou acord van modificar els "Protocols addicionals secrets" del Tractat germano-soviètic d'amistat, cooperació i demarcació, cedint la Franja de Lituània a la Unió Soviètica a canvi de 7,5 milions de dòlars estatunidencs (31,5 milions de ℛℳ). L'acord va establir formalment la frontera entre Alemanya i la Unió Soviètica entre el riu Igorka i el mar Bàltic. També va ampliar la regulació comercial de l'acord comercial germano-soviètic de 1940 fins a l'1 d'agost de 1942, augmentant els lliuraments per sobre dels nivells del primer any d'aquest acord, va establir drets comercials als Bàltics i Bessaràbia, va calcular la compensació dels interessos de propietat alemanys als estats bàltics que ara estaven ocupats pels soviètics i va cobrir altres qüestions. També va cobrir la migració a Alemanya en 2+1⁄2 mesos d'ètnia alemanya i de ciutadans alemanys als territoris bàltics controlats pels soviètics i la migració a la Unió Soviètica de "nacionals" bàltics i "russos blancs" als territoris controlats pels alemanys.

## Relacions soviètico-alemanes

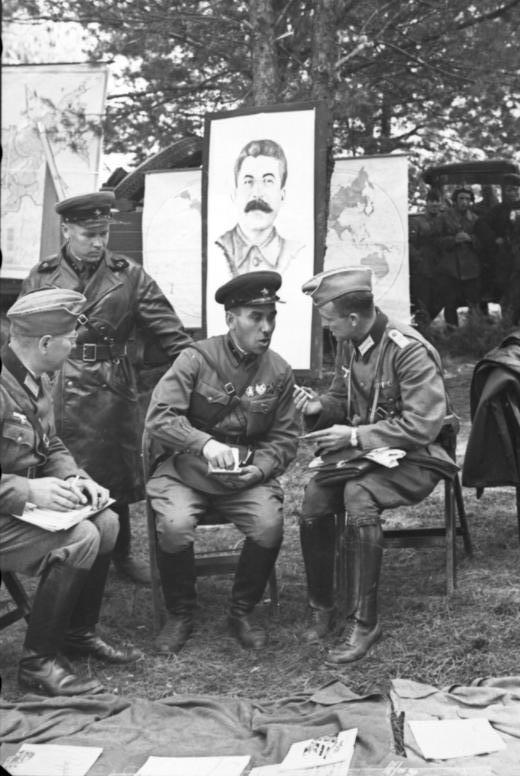
Soldats alemanys i soviètics es reuneixen a Brest, ocupada conjuntament.

### Els primers temes polítics
Abans que s'anunciés el pacte Mólotov-Ribbentrop, els comunistes occidentals van negar que es signés aquest tractat. Herbert Biberman, un futur membre del Hollywood Ten, va denunciar els rumors com a "propaganda feixista". Earl Browder, el cap del Partit Comunista dels Estats Units, va afirmar que "hi ha tantes possibilitats d'acord com que Earl Browder sigui elegit president de la Cambra de Comerç". Gunther va escriure, però, que alguns sabien que "el comunisme i el feixisme estaven més estretament aliats del que s'entén normalment", i Ernst von Weizsäcker havia dit a Nevile Henderson el 16 d'agost que la Unió Soviètica s'uniria per repartir-se les restes de Polònia " El setembre de 1939, la Komintern va suspendre tota la propaganda antinazi i antifeixista i va explicar que la guerra a Europa era una qüestió d'estats capitalistes que s'atacaven mútuament amb finalitats imperialistes. Els comunistes occidentals van actuar en conseqüència; encara que abans havien donat suport a la seguretat col·lectiva, ara denunciaven Gran Bretanya i França per haver anat a la guerra.
Quan van esclatar manifestacions antialemanyes a Praga, el Komintern va ordenar al Partit Comunista de Txecoslovàquia que fes servir tota la seva força per paralitzar "elements xovinistes". Moscou aviat va forçar el Partit Comunista Francès i el Partit Comunista de la Gran Bretanya a adoptar posicions contra la guerra. El 7 de setembre, Stalin va trucar a Georgi Dimitrov, que va esbossar una nova línia del Komintern sobre la guerra que afirmava que la guerra era injusta i imperialista, que va ser aprovada pel secretariat del Komintern el 9 de setembre. Així, els partits comunistes occidentals havien d'oposar-se a la guerra i votar en contra dels crèdits de guerra. Encara que els comunistes francesos havien votat per unanimitat al Parlament els crèdits de guerra el 2 de setembre i van declarar la seva "voluntat inamovible" de defensar el país el 19 de setembre, la Komintern va ordenar formalment al partit que condemnés la guerra com a imperialista el 27 de setembre. L'1 d'octubre, els comunistes francesos van defensar escoltar les propostes de pau alemanyes, i el líder Maurice Thorez va desertar de l'exèrcit francès el 4 d'octubre i va fugir a Rússia. Altres comunistes també van desertar de l'exèrcit.
El Partit Comunista d'Alemanya va presentar actituds semblants. A Die Welt, un diari comunista publicat a Estocolm  el líder comunista exiliat Walter Ulbricht es va oposar als Aliats, va afirmar que Gran Bretanya representava "la força més reaccionària del món", i va argumentar: "El govern alemany es va declarar preparat per a les relacions amistoses amb la Unió Soviètica, mentre que el bloc de guerra anglès-francès desitja una guerra contra la Unió Soviètica socialista. El poble soviètic i el poble treballador d'Alemanya tenen interès a prevenir el pla de guerra anglès".
Malgrat l'advertència de la Komintern, les tensions alemanyes es van aixecar quan els soviètics van declarar al setembre que havien d'entrar a Polònia per "protegir" els seus germans d'ètnia ucraïnesa i belarussa d'Alemanya. Més tard, Mólotov va admetre davant els funcionaris alemanys que l'excusa era necessària perquè el Kremlin no va trobar cap altre pretext per a la invasió soviètica.
Durant els primers mesos del Pacte, la política exterior soviètica es va fer crítica amb els aliats i més proalemanya al seu torn. Durant la Cinquena Sessió del Soviet Suprem el 31 d'octubre de 1939, Mólotov va analitzar la situació internacional, donant així la direcció a la propaganda comunista. Segons Mólotov, Alemanya tenia un interès legítim a recuperar la seva posició com a gran potència, i els aliats havien iniciat una guerra d'agressivitat per tal de mantenir el sistema de Versalles.

### Expansió de matèries primeres i comerç militar
Alemanya i la Unió Soviètica van entrar en un complex pacte comercial l'11 de febrer de 1940 que era quatre vegades més gran que el que els dos països havien signat l'agost de 1939. El nou pacte comercial va ajudar Alemanya a superar un bloqueig britànic. El primer any, Alemanya va rebre un milió de tones de cereals, mig milió de tones de blat, 900.000 tones d'oli, 100.000 tones de cotó, 500.000 tones de fosfats i quantitats considerables d'altres matèries primeres vitals, juntament amb el trànsit d'un milió de tones de soja de Manxúria. Aquests i altres subministraments estaven sent transportats pels territoris soviètics i polonesos ocupats. Els soviètics havien de rebre un creuer naval, els planols del cuirassat Bismarck, canons navals pesats, altres equipaments navals i 30 dels últims avions de guerra alemanys, inclosos els caces Bf 109 i Bf 110 i el bombarder Ju 88. Els soviètics també rebrien equips elèctrics i petroliers, locomotores, turbines, generadors, motors dièsel, vaixells, màquines eina i mostres d'artilleria alemanya, tancs, explosius, equips de guerra química i altres articles.
Els soviètics també van ajudar Alemanya a evitar els bloquejos navals britànics proporcionant una base submarina, Basis Nord, al nord de la Unió Soviètica prop de Múrmansk. Això també va proporcionar un lloc de recàrrega i manteniment i un punt d'enlairament per a incursions i atacs a la navegació. A més, els soviètics van proporcionar a Alemanya accés a la Ruta del Mar del Nord tant per als vaixells de càrrega com per als assaltants, tot i que només el corsari Komet va utilitzar la ruta abans de la invasió alemanya, la qual cosa va obligar Gran Bretanya a protegir les vies marítimes tant a l'Atlàntic com al Pacífic.

### Deteriorament de les relacions a l'estiu
Les invasions finlandeses i bàltiques van iniciar un deteriorament de les relacions entre els soviètics i Alemanya. Les invasions de Stalin van ser un gran irritant per a Berlín, ja que la intenció d'aconseguir-les no s'havia comunicat prèviament als alemanys, i van provocar la preocupació que Stalin estigués intentant formar un bloc antialemany. Les garanties de Mólotov als alemanys només van intensificar la desconfiança d'aquests. El 16 de juny, quan els soviètics van envair Lituània, però abans d'haver envaït Letònia i Estònia, Ribbentrop va ordenar al seu personal "que enviés un informe tan aviat com sigui possible sobre si als Estats Bàltics es pot observar una tendència a buscar suport del Reich o si es va intentar formar un bloc."
L'agost de 1940, la Unió Soviètica va suspendre breument els seus lliuraments en virtut del seu acord comercial després que les relacions es tinguessin tenses després dels desacords sobre la política a Romania, la guerra soviètica amb Finlàndia, el retard d'Alemanya en els seus lliuraments de mercaderies en virtut del pacte i la preocupació de Stalin que la guerra de Hitler amb Occident podria acabar ràpidament després que França signés un armistici. La suspensió va crear importants problemes de recursos per a Alemanya. A finals d'agost, les relacions havien tornat a millorar, ja que els països havien redibuixat les fronteres hongareses i romaneses i va resoldre algunes reclamacions búlgares, i Stalin va tornar a estar convençut que Alemanya s'enfrontaria a una llarga guerra a l'oest amb la millora de Gran Bretanya en la seva batalla aèria amb Alemanya i l'execució d'un acord entre els Estats Units i Gran Bretanya sobre destructors i bases..
A principis de setembre, però, Alemanya va organitzar la seva pròpia ocupació de Romania, apuntant als seus jaciments petroliers. Aquest moviment va provocar tensions amb els soviètics, que van respondre que se suposava que Alemanya havia consultat amb la Unió Soviètica en virtut de l'article III del pacte.

### Converses de l'eix germanosoviètic

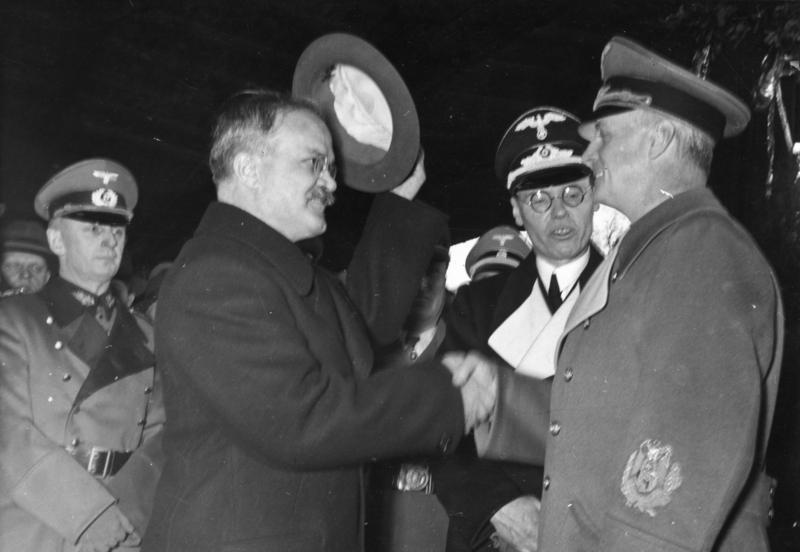
Ribbentrop es va acomiadar de Mólotov a Berlín, novembre de 1940

Després que Alemanya el setembre de 1940 entrés en el Pacte Tripartit amb Japó i Itàlia, Ribbentrop va escriure a Stalin, convidant Mólotov a Berlín per a les negociacions destinades a crear un "bloc continental" d'Alemanya, Itàlia, Japó i la Unió Soviètica que s'oposaria a Gran Bretanya i als Estats Units. Stalin va enviar Mólotov a Berlín per negociar els termes perquè la Unió Soviètica s'unís a l'Eix i, potencialment, per gaudir del botí del pacte. Després de les negociacions durant el novembre de 1940 sobre on ampliar l'esfera d'influència soviètica, Hitler va trencar les converses i va continuar planificant els eventuals intents d'envair la Unió Soviètica.

### Relacions tardanes

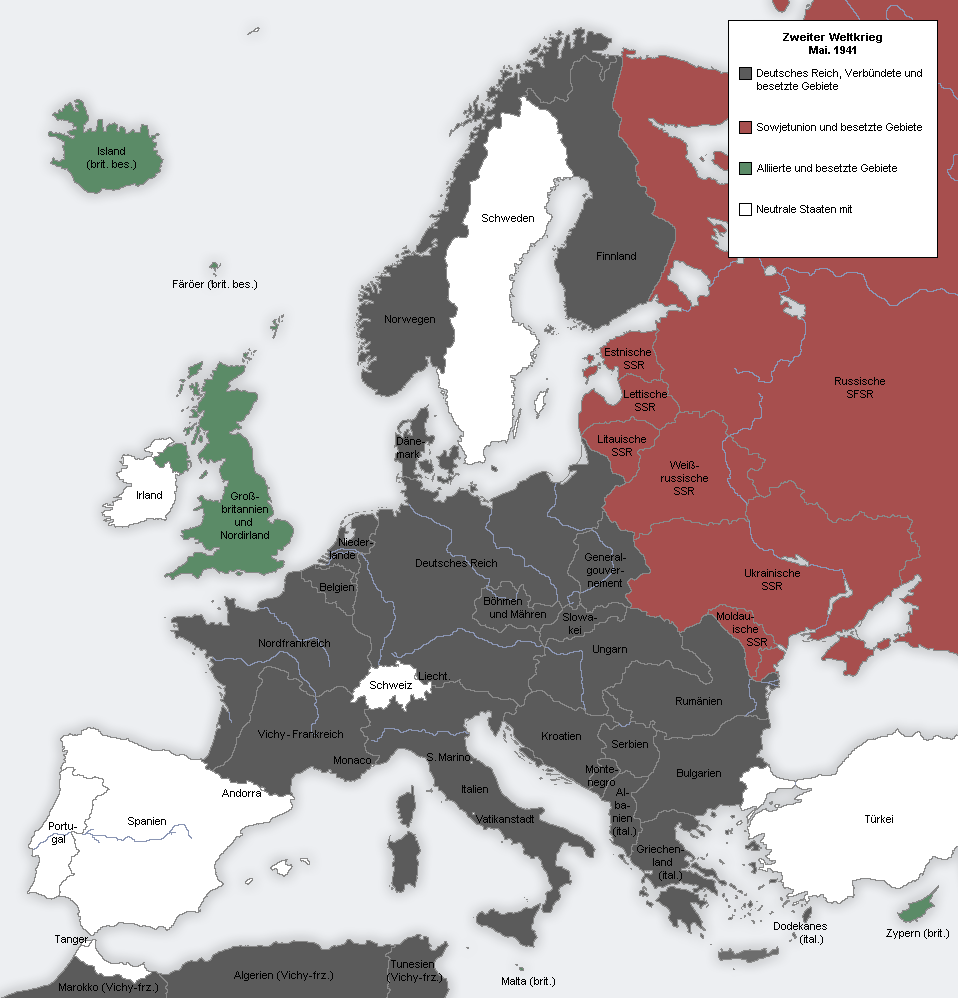
Situació a Europa de maig a juny de 1941, immediatament abans de l'operació Barbarroja

En un esforç per demostrar intencions pacífiques cap a Alemanya, el 13 d'abril de 1941, els soviètics van signar un pacte de neutralitat amb el Japó, una potència de l'Eix. Tot i que Stalin tenia poca fe en el compromís del Japó amb la neutralitat, va considerar que el pacte era important pel seu simbolisme polític per reforçar l'afecte públic per Alemanya. Stalin va sentir que hi havia una creixent escissió en els cercles alemanys sobre si Alemanya havia d'iniciar una guerra amb la Unió Soviètica. Stalin no sabia que Hitler havia estat discutint en secret una invasió de la Unió Soviètica des de l'estiu de 1940 i que Hitler havia ordenat als seus militars a finals de 1940 que es preparessin per a la guerra a l'Est, independentment de les converses de les parts per a una possible entrada soviètica com a quarta Potència de l'Eix.

## Terminació

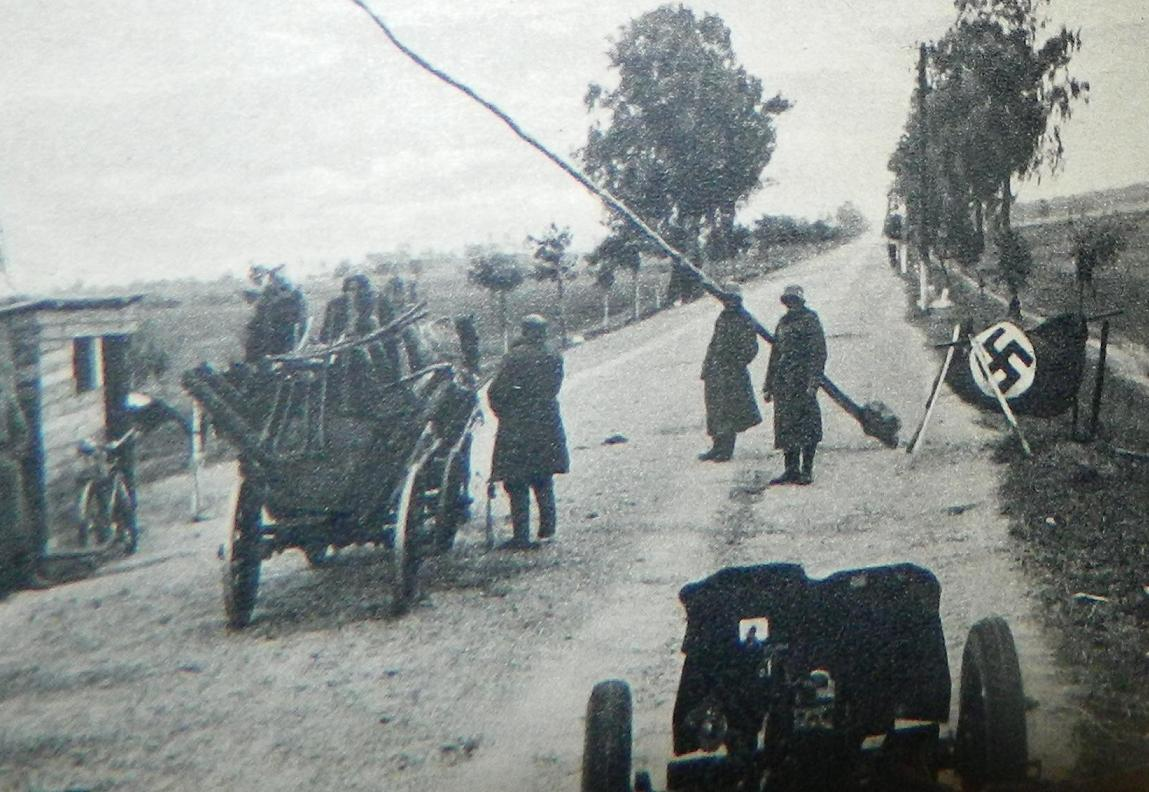
La nova frontera entre l'Alemanya nazi i la Unió Soviètica des del setembre de 1939 fins al juny de 1941, en algun lloc del territori ocupat de Polònia.

Alemanya va acabar unilateralment el pacte a les 03:15 del 22 de juny de 1941 llançant un atac massiu contra la Unió Soviètica en l'operació Barbarroja. Stalin havia ignorat les repetides advertències que probablement Alemanya l'envairïa  i no va ordenar cap mobilització de forces "a gran escala" encara que la mobilització estava en curs. Després del llançament de la invasió, els territoris guanyats per la Unió Soviètica com a conseqüència del pacte es van perdre en qüestió de setmanes. La part sud-est va ser absorbida pel Govern General de la Gran Alemanya, i la resta es va integrar amb el Reichskommissariats Ostland i Ukraine. En sis mesos, l'exèrcit soviètic havia patit 4,3 milions de baixes, i tres milions més n'havien estat capturats. La lucrativa exportació de matèries primeres soviètiques a Alemanya al llarg de les relacions econòmiques va continuar ininterrompuda fins a l'esclat de les hostilitats. Les exportacions soviètiques a diverses àrees clau van permetre a Alemanya mantenir les seves existències de cautxú i gra des del primer dia de la invasió fins a l'octubre de 1941.

## Conseqüències

Zona grisa: territori polonès d'abans de la guerra a l'est de la línia Curzon annexionat per la Unió Soviètica després de la guerra

Expansió soviètica, canvis a les fronteres centreeuropees i creació del bloc oriental després de la Segona Guerra Mundial

### Descobriment del protocol secret
L'original alemany dels protocols secrets va ser presumiblement destruït durant la campanya de bombardeig d'Alemanya, però a finals de 1943, Ribbentrop havia ordenat que els registres més secrets del Ministeri d'Afers Exteriors alemany a partir de 1933, que ascendien a unes 9.800 pàgines, fossin microfilmats. Quan els diferents departaments del Ministeri d'Afers Exteriors de Berlín van ser evacuats a Turíngia al final de la guerra, Karl von Loesch, un funcionari que havia treballat per a l'intèrpret en cap Paul Otto Schmidt, es va encarregar de les còpies del microfilm. Finalment va rebre ordres de destruir els documents secrets, però va decidir enterrar el contenidor metàl·lic amb els microfilms com a assegurança personal per al seu futur benestar. El maig de 1945, von Loesch es va acostar al tinent coronel britànic Robert C. Thomson amb la sol·licitud de transmetre una carta personal a Duncan Sandys, gendre de Churchill. A la carta, von Loesch va revelar que tenia coneixement del parador dels documents, però que esperava un tracte preferencial a canvi. Thomson i el seu homòleg nord-americà, Ralph Collins, van acordar traslladar von Loesch a Marburg, a la zona americana si els donava els microfilms. Els microfilms contenien una còpia del Tractat de no agressió així com el Protocol secret. Tots dos documents van ser descoberts com a part dels registres microfilmats l'agost de 1945 per l'empleat del Departament d'Estat dels Estats Units Wendell B. Blancke, el cap d'una unitat especial anomenada "Exploitation German Archives" (EGA).
Les notícies dels protocols secrets van aparèixer per primera vegada durant els judicis de Nuremberg. Alfred Seidl, l'advocat de l'acusat Hans Frank, va poder posar en evidència una declaració jurada que els descrivia. Va ser escrit de memòria per l'advocat del Ministeri d'Afers Exteriors nazi Friedrich Gaus, que va escriure el text i va estar present en la seva signatura a Moscou. Més tard, Seidl va obtenir el text en alemany dels protocols secrets d'una font aliada anònima i va intentar posar-los com a evidència mentre interrogava el testimoni Ernst von Weizsäcker, exsecretari d'Estat del Ministeri d'Afers Exteriors. Els fiscals aliats es van oposar, i els textos no van ser acceptats com a evidència, però a Weizsäcker se li va permetre descriure'ls de memòria, corroborant així la declaració jurada de Gaus. Finalment, a petició d'un periodista del St. Louis Post-Dispatch, el fiscal adjunt nord-americà Thomas J. Dodd va adquirir una còpia dels protocols secrets de Seidl i la va fer traduir a l'anglès. Es van publicar per primera vegada el 22 de maig de 1946 en una notícia de primera plana d'aquest diari. Més tard, a Gran Bretanya, van ser publicats per The Manchester Guardian
Els protocols van obtenir una atenció més àmplia als mitjans quan es van incloure en una col·lecció oficial del Departament d'Estat, "Relacions nazis-soviètiques 1939–1941", editada per Raymond J. Sontag i James S. Beddie i publicada el 21 de gener de 1948. La decisió de publicar els documents clau sobre les relacions germano-soviètiques, inclosos el tractat i el protocol, ja s'havien pres a la primavera de 1947. Sontag i Beddie van preparar la col·lecció durant tot l'estiu de 1947. El novembre de 1947, el president Harry S. Truman va aprovar personalment la publicació, però es va suspendre en vista de la Conferència de Ministres d'Afers Exteriors a Londres prevista per al desembre. Com que les negociacions d'aquella conferència no van resultar constructives des del punt de vista nord-americà, l'edició del document es va enviar a la premsa. Els documents van ser titulars a tot el món. Els funcionaris del Departament d'Estat ho van comptar com un èxit: "El govern soviètic va ser agafat amb el pas canviat en el que va ser el primer cop efectiu del nostre costat en una guerra de propaganda clara."
Malgrat la publicació de la còpia recuperada als mitjans occidentals, durant dècades, la política oficial de la Unió Soviètica va ser negar l'existència del protocol secret. L'existència del protocol secret es va negar oficialment fins a 1989. Viatxeslav Mólotov, un dels signants, va anar a la seva tomba rebutjant categòricament la seva existència. El Partit Comunista Francès no va reconèixer l'existència del protocol secret fins al 1968, quan el partit va desestalinitzar-se.
El 23 d'agost de 1986, desenes de milers de manifestants a 21 ciutats occidentals, incloses Nova York, Londres, Estocolm, Toronto, Seattle i Perth van participar en les manifestacions del Dia de la Cinta Negra per cridar l'atenció sobre els protocols secrets.

### Elsfalsificadors de la històriade Stalin i les negociacions de l'Eix
En resposta a la publicació dels protocols secrets i d'altres documents secrets de relacions germano-soviètics a l'edició del Departament d'Estat Relacions Nazi-Sovietiques (1948), Stalin va publicar Falsificadors de la Història, que incloïa l'afirmació que durant l'operació del pacte, Stalin va rebutjar l'afirmació de Hitler per compartir una divisió del món, sense esmentar l'oferta soviètica d'unir-se a l'Eix. Aquesta versió va persistir, sense excepció, en estudis històrics, comptes oficials, memòries i llibres de text publicats a la Unió Soviètica fins a la dissolució de la Unió Soviètica.
El llibre també afirmava que l'acord de Múnic era un "acord secret" entre Alemanya i "oest" i una "fase molt important en la seva política destinada a incitar els agressors hitleristes contra la Unió Soviètica."

### Negació del protocol secret
Durant dècades, la política oficial de la Unió Soviètica va ser negar l'existència del protocol secret del Pacte soviètic-alemany. Per ordre de Mikhaïl Gorbatxov, Aleksandr Nikolaèvitx Iakovlev va dirigir una comissió que investigava l'existència d'un protocol d'aquest tipus. El desembre de 1989, la comissió va concloure que el protocol havia existit i va revelar les seves conclusions al Congrés de Diputats del Poble de la Unió Soviètica. En conseqüència, el Congrés va aprovar la declaració que confirmava l'existència dels protocols secrets i els condemnava i els denunciavaAixí, el govern soviètic finalment va reconèixer i denunciar el Tractat Secret i Mikhaïl Gorbatxov, l'últim cap d'estat, va condemnar el pacte. Vladímir Putin va condemnar el pacte com a "immoral" però també el va defensar com un "mal necessari". En una conferència de premsa el 19 de desembre de 2019, Putin va anar més enllà i va anunciar que la signatura del pacte no era pitjor que l'Acord de Múnic de 1938, que va portar a la partició de Txecoslovàquia.
Els dos estats successors de les parts del pacte han declarat nuls els protocols secrets des del moment de la seva signatura: la República Federal d'Alemanya l'1 de setembre de 1989 i la Unió Soviètica el 24 de desembre de 1989, després d'un examen de les còpies microfilmades dels originals alemanys.
La còpia soviètica del document original es va desclassificar el 1992 i es va publicar en una revista científica a principis de 1993.
L'agost de 2009, en un article escrit per al diari polonès Gazeta Wyborcza, el primer ministre rus Vladímir Putin va condemnar el Pacte Mólotov-Ribbentrop com a "immoral".
Els nous nacionalistes i revisionistes russos, entre ells els negacionistes russos Aleksandr Diukov i Natàlia Narotxínskaia, el llibre dels quals portava un pròleg aprovador del ministre d'Afers Exteriors rus Serguei Lavrov, van descriure el pacte com una mesura necessària a causa del fracàs britànic i francès per entrar en un pacte antifeixista.

### Comentari de postguerra sobre els motius de Stalin i Hitler
Alguns estudiosos creuen que, des del començament de les negociacions tripartites entre la Unió Soviètica, Gran Bretanya i França, els soviètics van exigir clarament que les altres parts acordessin una ocupació soviètica d'Estònia, Letònia i Lituània i que Finlàndia fos inclosa en l'esfera d'influència soviètica and for Finland to be included in the Soviet sphere of influence.
Sobre el moment de l'acostament alemany, molts historiadors coincideixen que la destitució de Maxim Litvinov, del qual l'ètnia jueva era vista desfavorablement per l'Alemanya nazi, va eliminar un obstacle a les negociacions amb Alemanya. Stalin va dir immediatament a Mólotov que "purgués el ministeri dels jueus" Tenint en compte els intents previs de Litvinov de crear una coalició antifeixista, associació amb la doctrina de seguretat col·lectiva amb França i Gran Bretanya i una orientació pro-occidental segons els estàndards del Kremlin, la seva destitució indicava l'existència d'una opció soviètica d'acostament a Alemanya. De la mateixa manera, el nomenament de Mólotov va servir com a senyal per a Alemanya que la Unió Soviètica estava oberta a les ofertes. L'acomiadament també va indicar a França i Gran Bretanya l'existència d'una possible opció de negociació amb Alemanya. Un funcionari britànic va escriure que la terminació de Litvinov també significava la pèrdua d'un tècnic admirable o d'un amortidor, però que el "modus operandi" de Mólotov era "més veritablement bolxevic que diplomàtic o cosmopolita". Carr va argumentar que la substitució de Litvinov per Mólotov per part de la Unió Soviètica el 3 de maig de 1939 no va indicar un canvi irrevocable cap a l'alineació amb Alemanya, sinó que era la manera de Stalin de negociar durament amb els britànics i els francesos nomenant un proverbial home dur al Comissariat d'Exteriors. . L'historiador Albert Resis va afirmar que l'acomiadament de Litvinov va donar als soviètics la llibertat de seguir negociacions alemanyes més ràpides, però que no van abandonar les converses britànic-franceses. Derek Watson va argumentar que Mólotov podria aconseguir el millor tracte amb Gran Bretanya i França perquè no estava gravat amb el bagatge de seguretat col·lectiva i podia negociar amb Alemanya. Geoffrey Robertsva argumentar que l'acomiadament de Litvinov va ajudar els soviètics amb les converses britànic-franceses perquè Litvinov dubtava o potser fins i tot s'oposava a aquestes discussions.
E. H. Carr, un defensor freqüent de la política soviètica, va declarar: "A canvi de la 'no-intervenció' Stalin va assegurar un espai de respiració d'immunitat davant l'atac alemany." Segons Carr, el "bastió" creat mitjançant el pacte "era i només podia ser, una línia de defensa contra un possible atac alemany." Segons Carr, un avantatge important era que "si la Rússia soviètica hagués de lluitar contra Hitler, les potències occidentals ja estarien implicades." Tanmateix, durant les últimes dècades, aquesta visió ha estat discutida. L'historiador Werner Maser va afirmar que "l'afirmació que la Unió Soviètica estava en aquell moment amenaçada per Hitler, com va suposar Stalin ... és una llegenda, als creadors de la qual pertanyia el mateix Stalin. Segons Maser, "ni Alemanya ni el Japó estaven en una situació [d'] envair l'URSS fins i tot amb la mínima perspectiva [ sic ] d'èxit", cosa que Stalin no devia saber. Carr va afirmar a més que durant molt de temps, el motiu principal del canvi sobtat de rumb de Stalin es va suposar que era la por a les intencions agressives alemanyes. D'altra banda, l'escriptor històric australià d'origen soviètic Alex Rivtxin va caracteritzar el pacte com "un acord soviètic amb el diable, que contenia un protocol secret que preveia que els estats independents restants de l'Europa central-oriental fossin tractats com a cursos d'alguna degustació descarada. menú per a dos dels monstres més grans de la història."
Molts diaris polonesos van publicar nombrosos articles afirmant que Rússia havia de demanar disculpes a Polònia pel pacte.
Dues setmanes després que els exèrcits soviètics haguessin entrat als estats bàltics, Berlín va demanar a Finlàndia que permetés el trànsit de tropes alemanyes, i cinc setmanes més tard Hitler va emetre una directiva secreta «per abordar el problema rus, pensar en els preparatius de guerra», una guerra l'objectiu de la qual inclouria l'establiment d'una confederació bàltica.
Diversos historiadors alemanys han desmentit l'afirmació que l'operació Barbarroja va ser un atac preventiu, com Andreas Hillgruber, Rolf-Dieter Müller i Christian Hartmann, però també reconeixen que els soviètics eren agressius amb els seus veïns.

## Record i resposta
El pacte va ser un tema tabú a la Unió Soviètica de postguerra. El desembre de 1989, el Congrés de Diputats del Poble de la Unió Soviètica va condemnar el pacte i el seu protocol secret com a "legalment deficient i invàlid." A la Rússia moderna, el pacte és sovint retratat de manera positiva o neutral per la propaganda progovernamental; per exemple, els llibres de text russos solen descriure el pacte com una mesura defensiva, no com una mesura destinada a l'expansió territorial. El 2009, el president rus Vladímir Putin va declarar que "hi ha motius per condemnar el Pacte", però el 2014 el va descriure com "necessari per a la supervivència de Rússia". Les acusacions que posen en dubte la representació positiva del paper de l'URSS a la Segona Guerra Mundial s'han vist com una gran problemàtica per a l'estat rus modern, que veu la victòria de Rússia a la guerra com un dels ""pilars més venerats de la ideologia estatal", que legitima l'actual govern i les seves polítiques.
L'any 2009, el Parlament Europeu va proclamar el 23 d'agost, aniversari del Pacte Mólotov-Ribbentrop, com el Dia Europeu de Memòria de les Víctimes de l'estalinisme i el nazisme, per commemorar amb dignitat i imparcialitat. En relació amb el Pacte Mólotov-Ribbentrop, la resolució parlamentària de l'Organització per a la Seguretat i la Cooperació a Europa va condemnar tant el comunisme com el feixisme per iniciar la Segona Guerra Mundial i va demanar un dia de record per a les víctimes tant de l'estalinisme com del nazisme el 23 d'agost. En resposta a la resolució, els legisladors russos van amenaçar l'OSCE amb "dures conseqüències". Una dècada més tard, el Parlament Europeu va aprovar una resolució similar, culpant el pacte Mólotov-Ribbentrop de 1939 de l'esclat de la guerra a Europa i, de nou, provocant crítiques per part de les autoritats russes.